# Migrantarbetare

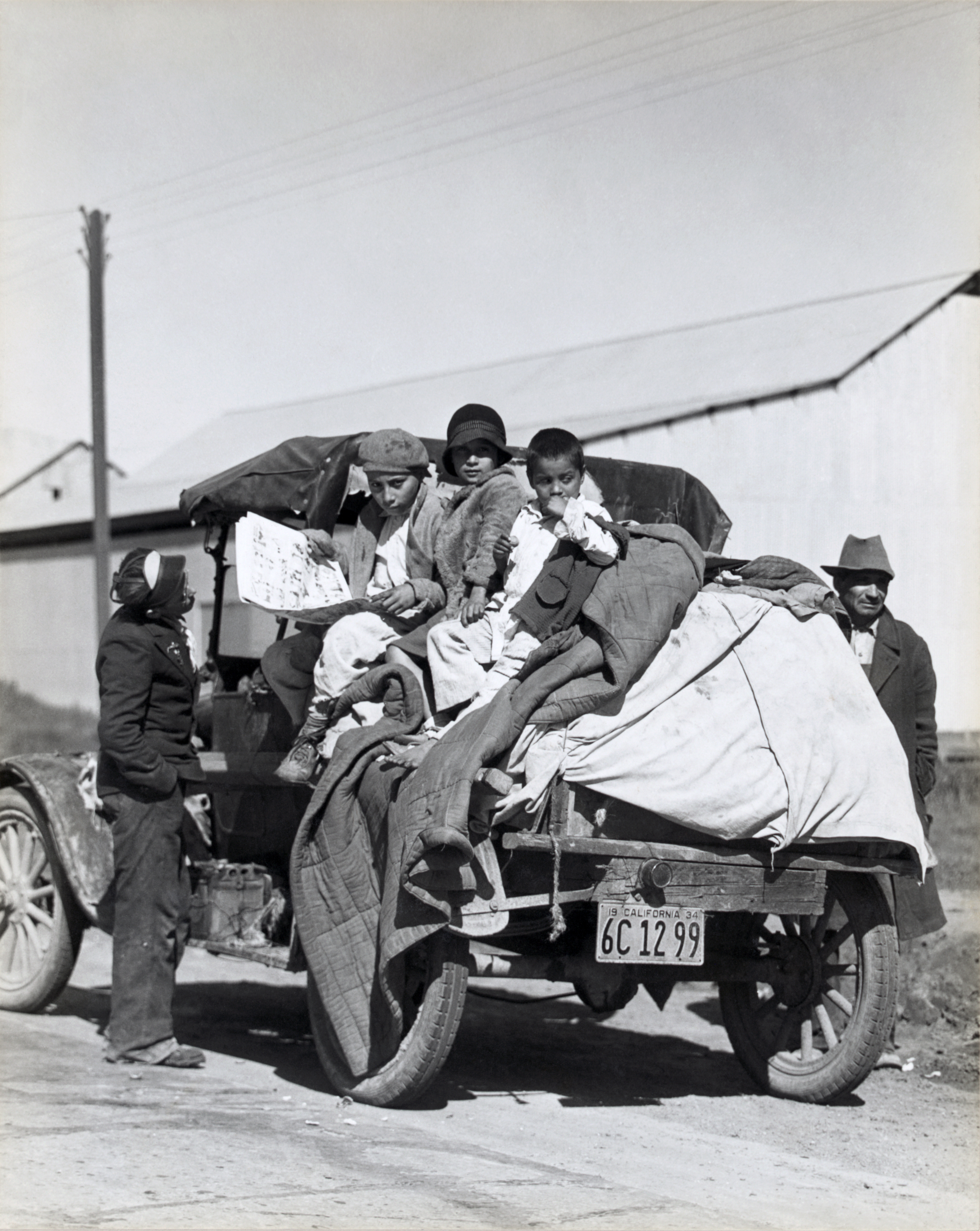
Migrantarbetare i Kalifornien, 1935.

En migrantarbetare är en person som migrerar inom eller utanför sitt hemland för att utöva arbete. Migrantarbetare har vanligtvis inte för avsikt att stanna permanent i det land eller region där de arbetar.

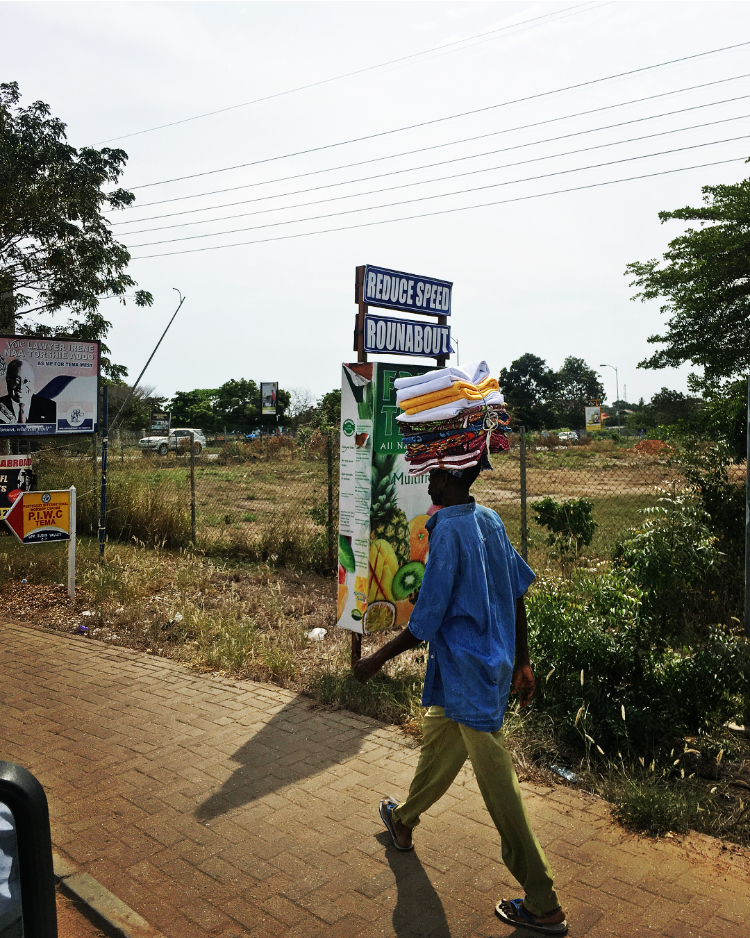
En migrerande gatuhandlare från Ghana bär färgglada textilier på huvudet för försäljning.

Migrantarbetare som jobbar utanför sitt hemland kallas även för utländsk arbetskraft. Gästarbetare eller utlandsstationerade är exempel på fler benämningar och används särskilt när arbetare har inbjudits att arbeta i värdlandet innan de lämnar sitt hemland.
Internationella arbetsorganisationen uppskattade 2019 att det fanns 169 miljoner internationella migranter. Vissa länder har miljontals migrantarbetare. Vissa migrantarbetare är papperslösa invandrare eller slavar

## Internationellt
Uppskattningsvis bor det 14 miljoner utländska arbetare i USA, som införskaffar de flesta av migranterna ifrån Mexiko. Det uppskattas att omkring 5 miljoner utländska arbetare bor i nordvästra Europa, en halv miljon i Japan och 5 miljoner i Saudiarabien. Ett jämförbart antal anhöriga följer med dessa arbetare.

### Europa

#### Europeiska unionen
Under 2016 var cirka 7,14 % (15 88 300 personer) av den totala sysselsättningen i EU inte medborgare, 3,61 % (8 143 800) kom från en annan EU-medlemsstat, 3,53 % (7 741 500) kom från länder utanför EU. I följande länder var mer än 0,5 % av anställda inte medborgare:
- Schweiz 0,53 %
- Frankrike 0,65 %
- Spanien 0,88 %
- Italien 1,08 %
- Storbritannien 1,46 %
- Tyskland 1,81 %

Länder där mer än 0,9 % av de anställda kom från länder utanför EU var:
- Storbritannien 0,91 %
- Tyskland 0,94 %

Länder där mer än 0,5 % anställda kom från ett annat EU-land var: 
- Spanien 0,54 %
- Storbritannien 0,55 %
- Italien 0,72 %
- Tyskland (fram till 1990 tidigare territorium i FRG) 0,87 %.

#### Finland
Enligt Finska fackföreningarna SAK (Finlands Fackförbunds Centralorganisation) och PAM (Finska Servicefacket) utnyttjades utländska arbetstagare i allt större utsträckning inom bygg- och transportsektorerna i Finland under 2012. De rapporterades i vissa fall  tjäna timlöner så låga som två euro. Bulgarer, kosovarer och estländare var hade högst sannolikhet att utnyttjas inom byggbranschen.

#### Sverige
Sedan december 2008 har Sverige haft mer liberal lagstiftning gällande arbetskraftsinvandring från länder utanför EU och EEA än något annat land i OECD. Införandet av arbetsgivardriven arbetskraftsinvandring, motiverat av behovet av att komma till rätta med bristen på arbetskraft, resulterade i stora inflöden av migranter även i lågkvalificerade yrken med arbetskraftsöverskott, till exempel restaurang- och städsektorn.